# Lewis Hamilton
Sir Lewis Carl Hamilton, britanski dirkač Formule 1, * 7. januar 1985, Stevenage, Hertfordshire, Anglija, Združeno kraljestvo.
Hamilton je dirkač Scuderia Ferrari v Svetovnem prvenstvu Formule 1 in je sedemkratni prvak.

## Dirkaška kariera
»On je zelo kvaliteten dirkač, zelo dober za starost 16 let. Če bo tako nadaljeval sem prepričan, da bo dosegel Formulo 1. Nekaj posebnega je videti fanta take starosti tako dirkati. Očitno ima pravo dirkaško mentaliteto.«

Michael Schumacher o Hamiltonu leta 2001.
Lewis Hamilton si je sedež v moštvu McLarna zagotovil po uspešnih testih dirkalnika Formule 1 in naslovu prvaka v seriji GP2 v sezoni 2006. Že dalj časa je pod okriljem McLarna, ki ga je izbralo po tem, ko je dolgo tehtalo med njim, španskim veteranom Pedrom de la Roso in še enem mladem Britancem Garyjem Paffettom, slednja sta nato postala testna dirkača. V svoji prvi sezoni 2007 je nastopal v moštvu ob aktivnem svetovnem prvaku, Fernandu Alonsu, kot prvi temnopolti dirkač v zgodovini Formule 1. Svojo debitantsko sezono 2007 je začel nepričakovano dobro in konstantno, saj je na vseh prvih šestih dirkah končal na odru za zmagovalce, na šesti dirki za Veliko nagrado Kanade pa je dosegel najprej svoj prvi najboljši štartni položaj, nato pa še svojo prvo zmago, s čemer je ponovno prevzel vodstvo v dirkaškem prvenstvu. Tako je dokazal, da je vsaj enakovreden svojemu moštvenemu kolegu in dvakratnem prvaku Fernandu Alonsu, v britanskem tisku pa ga že naglas razglašajo za naslednjega britanskega prvaka. Na Veliki nagradi ZDA je dosegel še svojo drugo zmago, svoj niz uvrstitev na stopničke pa je podaljšal že na devet dirk, na deseti dirki za Veliko nagrado Evrope pa se je končal, saj se Lewis Hamilton ni uvrstil niti med dobitnike točk. Tak rezultat se je napovedoval že po kvalifikacijah, ko je po prvem hujšem trčenju v karieri sicer dobil dovoljenje za dirkanje, toda štartal je le z desetega štartnega mesta. Po štartu dirke se je hitro prebil do četrtega mesta, nato pa je skupaj s še peterico drugih dirkačev v hudem nalivu zdrsnil s proge v prvem ovinku tretjega kroga. Sicer je bila kmalu za tem dirka prekinjena, zato ga je žerjav prestavil nazaj na progo, da se je lahko udeležil ponovnega štarta, toda zaostajal je že za krog in ni se mu uspelo prebiti višje od devetega mesta. Na dirki za Veliki nagradi Turčije je zmagal, nato doživel manjšo rezultatsko krizo z le eno uvrstitvijo na stopničke na treh dirkah, na dežni dirki za Veliko nagrado Japonske pa je zmagal, njegov največji tekmec Alonso pa je odstopil, tako da je imel še dve dirki pred koncem sezone daleč največ možnosti za naslov, toda na zadnjih dveh dirkah se je pokazala njegova neizkušenost, saj je, ko je potreboval le še nekaj točk, na predzadnji dirki sezone za  Veliko nagrado Kitajske v boju za zmago tvegal preveč na izrabljenih pnevmatikah in po svoji prvi večji napaki v sezoni obtičal v pesku ob uvozu v bokse. Še vedno je imel pred zadnjo dirko najboljše izhodišče. Toda po napaki v prvem ovinku v boji z Alonsom in težavami z menjalnikom, ki jih je povzročil sam, ko je ponesreči pritisnil gumb za začetek štartne procedure in tako je menjalnik za približno pol minute obtičal v prostem teku, je s sedmim mestom osvojil dve točki premalo za naslov. Premagal ga je Kimi Räikkönen s točko prednosti. Je pa ob izenačenosti po točkah Hamilton zaradi enega drugega mesta več, premagal moštvenega kolega Fernanda Alonsa in osvojil drugo mesto v prvenstvu.
V svoji drugi sezoni 2008 je osvojil svoj prvi naslov prvaka kot tedaj najmlajši dirkač v zgodovini po tesnem boju proti Felipeju Massi vse do zadnje dirke sezone za Veliko nagrado Brazilije. Ko je Hamilton osvojil potrebno peto mesto, da je kljub zmagi Masse osvojil naslov prvaka s točko prednosti. V sezoni 2009 je ob dominanci moštva Brawn GP uspel osvojiti dve zmagi in še tri uvrstitve na stopničke za peto mesto v prvenstvu. V sezoni 2010 se je McLarnu pridružil aktualni prvak Jenson Button. S tremi zmagami in še petimi uvrstitvami na stopničke je ostal Hamilton v boju na naslov prvaka do zadnje dirke sezone za Veliko nagrado Abu Dabija.  V sezoni 2011 je po več napakah in trčenjih ter treh zmagah in še treh uvrstitvah na stopničke osvojil peto mesto v prvenstvu, prvič v karieri ga je premagal moštveni kolega, kajti Button je bil v prvenstvu drugi.
V sezoni 2014 se je do zadnje dirke boril za naslov prvaka z moštvenim kolegom Nicom Rosbergom. Dosegel je enajst zmag, tri druga in dve tretji mesti ter sedem najboljših štartnih položajev, na koncu je z zmago na dirki za Veliko nagrado Abu Dabija osvojil svoji drugi naslov prvaka za 67 točk. Uspeh je ponovil tudi v sezoni 2015, v sezoni 2016 pa ga je Rosberg ugnal za pet točk. V sezoni 2020 se je na veliki nagradi Eifla izenačil z Michaelom Schumarherjem po številu zmag, nato je rekord podrl na veliki nagradi Portugalske v Portimau z 92. zmago. Na veliki nagradi Turčije je sedmič postal svetovni prvak ter se tudi  po naslovih izenačil z Michaelom Schumarherjem. V sezoni 2021 je moral Hamilton po dramatičnem zadnjem krogu zadnje dirke za veliko nagrado Abu Dabija priznati premoč Maxu Verstappnu za 8 točk.

## Dirkaški rezultati

#### Pregled rezultatov
| Sezona | Serija                             | Moštvo                        | Dirke | Pole | Zmage | Toč | Uvr |
| 2000   | Formula A                          | TeamMBM.com (CRG/Parilla)     | 1     |      | 0     | n/a | DNF |
| 2000   | Formula A                          | TeamMBM.com (CRG/Parilla)     |       |      | 5     | 75  | 1.  |
| 2000   | Formula A                          | TeamMBM.com (CRG/Parilla)     |       |      | 1     | n/a | 1.  |
| 2001   | Formula Super A svetovno prvenstvo | TeamMBM.com (Parolin/Parilla) | 10    | 0    | 0     | 28  | 15. |
| 2002   | Britanska Formula Renault          | Manor Motorsport              | 13    | 3    | 3     | 274 | 3.  |
| 2003   | Formula Renault ZK                 | Manor Motorsport              | 15    | 11   | 10    | 419 | 1.  |
| 2004   | Formula 3 Euroserije               | Manor Motorsport              | 20    | 1    | 1     | 69  | 5.  |
| 2005   | Formula 3 Euroserije               | ASM Formule 3                 | 20    | 11   | 15    | 172 | 1.  |
| 2006   | GP2                                | ART Grand Prix                | 21    | 1    | 5     | 114 | 1.  |
| 2007   | Formula 1                          | Vodafone McLaren Mercedes     | 17    | 6    | 4     | 109 | 2.  |
| 2008   | Formula 1                          | Vodafone McLaren Mercedes     | 18    | 7    | 5     | 98  | 1.  |
| 2009   | Formula 1                          | Vodafone McLaren Mercedes     | 17    | 4    | 2     | 49  | 5.  |
| 2010   | Formula 1                          | Vodafone McLaren Mercedes     | 19    | 1    | 3     | 240 | 4.  |
| 2011   | Formula 1                          | Vodafone McLaren Mercedes     | 19    | 1    | 3     | 227 | 5.  |
| 2012   | Formula 1                          | Vodafone McLaren Mercedes     | 20    | 7    | 4     | 190 | 4.  |
| 2013   | Formula 1                          | Mercedes AMG Petronas F1 Team | 19    | 5    | 1     | 189 | 4.  |
| 2014   | Formula 1                          | Mercedes AMG Petronas F1 Team | 19    | 7    | 11    | 384 | 1.  |
| 2015   | Formula 1                          | Mercedes AMG Petronas F1 Team | 19    | 11   | 10    | 381 | 1.  |
| 2016   | Formula 1                          | Mercedes AMG Petronas F1 Team | 21    | 12   | 10    | 380 | 2.  |
| 2017   | Formula 1                          | Mercedes AMG Petronas F1 Team | 20    | 11   | 9     | 363 | 1.  |
| 2018   | Formula 1                          | Mercedes AMG Petronas F1 Team | 21    | 11   | 11    | 408 | 1.  |
| 2019   | Formula 1                          | Mercedes AMG Petronas F1 Team | 21    | 5    | 11    | 413 | 1.  |

#### Formula 1
(legenda) (odebeljene dirke pomenijo najboljši štartni položaj, poševne pa najhitrejši krog, †-uvrščen kljub odstopu)
| Leto | Moštvo                           | Šasija                        | Motor                           | 1       | 2      | 3      | 4     | 5       | 6      | 7       | 8      | 9       | 10      | 11    | 12      | 13      | 14      | 15      | 16      | 17      | 18      | 19      | 20      | 21    | Prv | Toč |
| ---- | -------------------------------- | ----------------------------- | ------------------------------- | ------- | ------ | ------ | ----- | ------- | ------ | ------- | ------ | ------- | ------- | ----- | ------- | ------- | ------- | ------- | ------- | ------- | ------- | ------- | ------- | ----- | --- | --- |
| 2007 | Vodafone McLaren Mercedes        | McLaren MP4-22                | Mercedes FO 108T 2.4 V8         | AVS 3   | MAL 2  | BAH 2  | ŠPA 2 | MON 2   | KAN 1  | ZDA 1   | FRA 3  | VB 3    | EU 9    | MAD 1 | TUR 5   | ITA 2   | BEL 4   | JAP 1   | KIT Ret | BRA 7   |         |         |         |       | 2.  | 109 |
| 2008 | Vodafone McLaren Mercedes        | McLaren MP4-23                | Mercedes FO 108V 2.4 V8         | AVS 1   | MAL 5  | BAH 13 | ŠPA 3 | TUR 2   | MON 1  | KAN Ret | FRA 10 | VB 1    | NEM 1   | MAD 5 | EU 2    | BEL 3   | ITA 7   | SIN 3   | JAP 12  | KIT 1   | BRA 5   |         |         |       | 1.  | 98  |
| 2009 | Vodafone McLaren Mercedes        | McLaren MP4-24                | Mercedes FO 108W 2.4 V8         | AVS DSQ | MAL 7‡ | KIT 6  | BAH 4 | ŠPA 9   | MON 12 | TUR 13  | VB 16  | NEM 18  | MAD 1   | EU 2  | BEL Ret | ITA 12  | SIN 1   | JAP 3   | BRA 3   | ABU Ret |         |         |         |       | 5.  | 49  |
| 2010 | Vodafone McLaren Mercedes        | McLaren MP4-25                | Mercedes FO 108X 2.4 V8         | BAH 3   | AVS 6  | MAL 6  | KIT 2 | ŠPA 14  | MON 5  | TUR 1   | KAN 1  | EU 2    | VB 2    | NEM 4 | MAD Ret | BEL 1   | ITA Ret | SIN Ret | JAP 5   | KOR 2   | BRA 4   | ABU 2   |         |       | 4.  | 240 |
| 2011 | Vodafone McLaren Mercedes        | McLaren MP4-26                | Mercedes FO 108Y 2.4 V8         | AVS 2   | MAL 8  | KIT 1  | TUR 4 | ŠPA 2   | MON 6  | KAN Ret | EU 4   | VB 4    | NEM 1   | MAD 4 | BEL Ret | ITA 4   | SIN 5   | JAP 5   | KOR 2   | IND 7   | ABU 1   | BRA Ret |         |       | 5.  | 227 |
| 2012 | Vodafone McLaren Mercedes        | McLaren MP4-27                | Mercedes FO 108Z 2.4 V8         | AVS 3   | MAL 3  | KIT 3  | BAH 8 | ŠPA 8   | MON 5  | KAN 1   | EU 19  | VB 8    | NEM Ret | MAD 1 | BEL Ret | ITA 1   | SIN Ret | JAP 5   | KOR 10  | IND 4   | ABU Ret | ZDA 1   | BRA Ret |       | 4.  | 190 |
| 2013 | Mercedes AMG Petronas F1 Team    | Mercedes F1 W04               | Mercedes FO 108F 2.4 V8         | AVS 5   | MAL 3  | KIT 3  | BAH 5 | ŠPA 12  | MON 4  | KAN 3   | VB 4   | NEM 5   | MAD 1   | BEL 3 | ITA 9   | SIN 5   | KOR 5   | JAP Ret | IND 6   | ABU 7   | ZDA 4   | BRA 9   |         |       | 4.  | 189 |
| 2014 | Mercedes AMG Petronas F1 Team    | Mercedes F1 W05 Hybrid        | Mercedes PU106A Hybrid 1.6 V6 t | AVS Ret | MAL 1  | BAH 1  | KIT 1 | ŠPA 1   | MON 2  | KAN Ret | AVT 2  | VB 1    | NEM 3   | MAD 3 | BEL Ret | ITA 1   | SIN 1   | JAP 1   | RUS 1   | ZDA 1   | BRA 2   | ABU 1   |         |       | 1.  | 384 |
| 2015 | Mercedes AMG Petronas F1 Team    | Mercedes F1 W06 Hybrid        | Mercedes PU106B Hybrid 1.6 V6 t | AVS 1   | MAL 2  | KIT 1  | BAH 1 | ŠPA 2   | MON 3  | KAN 1   | AVT 2  | VB 1    | MAD 6   | BEL 1 | ITA 1   | SIN Ret | JAP 1   | RUS 1   | ZDA 1   | MEH 2   | BRA 2   | ABU 2   |         |       | 1.  | 381 |
| 2016 | Mercedes AMG Petronas F1 Team    | Mercedes F1 W07 Hybrid        | Mercedes PU106C Hybrid 1.6 V6 t | AVS 2   | BAH 3  | KIT 7  | RUS 2 | ŠPA Ret | MON 1  | KAN 1   | EU 5   | AVT 1   | VB 1    | MAD 1 | NEM 1   | BEL 3   | ITA 2   | SIN 3   | MAL Ret | JAP 3   | ZDA 1   | MEH 1   | BRA 1   | ABU 1 | 2.  | 380 |
| 2017 | Mercedes AMG Petronas F1 Team    | Mercedes F1 W08 EQ Power+     | Mercedes M08 EQ Power+ 1.6 V6 t | AVS 2   | KIT 1  | BAH 2  | RUS 4 | ŠPA 1   | MON 7  | KAN 1   | AZE 5  | AVT 4   | VB 1    | MAD 4 | BEL 1   | ITA 1   | SIN 1   | MAL 2   | JAP 1   | ZDA 1   | MEH 9   | BRA 4   | ABU 2   |       | 1.  | 363 |
| 2018 | Mercedes AMG Petronas Motorsport | Mercedes F1 W09 EQ Power+     | Mercedes M09 EQ Power+ 1.6 V6 t | AVS 2   | BAH 3  | KIT 4  | AZE 1 | ŠPA 1   | MON 3  | KAN 5   | FRA 1  | AVT Ret | VB 2    | NEM 1 | MAD 1   | BEL 2   | ITA 1   | SIN 1   | RUS 1   | JAP 1   | ZDA 3   | MEH 4   | BRA 1   | ABU 1 | 1.  | 408 |
| 2019 | Mercedes AMG Petronas Motorsport | Mercedes AMG F1 W10 EQ Power+ | Mercedes M10 EQ Power+ 1.6 V6 t | AVS 2   | BAH 1  | KIT 1  | AZE 2 | ŠPA 1   | MON 1  | KAN 1   | FRA 1  | AVT 5   | VB 1    | NEM 9 | MAD 1   | BEL 2   | ITA 3   | SIN 4   | RUS 1   | JAP 3   | MEH 1   | ZDA 2   | BRA 7   | ABU 1 | 1.  | 413 |